# Prayssas
Prayssas é uma comuna francesa na região administrativa da Nova Aquitânia, no departamento Lot-et-Garonne. Estende-se por uma área de 26,13 km². Em 2010 a comuna tinha 1 023 habitantes (densidade: 39,2 hab./km²).